# Baiaco (futebolista)
Edvaldo do Santos, mais conhecido como Baiaco (São Francisco do Conde, 7 de julho de 1949), é um ex-futebolista brasileiro que encerrou sua carreira em 1981 jogando pela equipe do Leônico. Marcou época em sua longa passagem pelo  Bahia onde ele foi ídolo da torcida tricolor.
Baiaco é o jogador recordista de partidas pelo Bahia,com 448 aparições.

## Carreira
Fazer gols ele não sabia. Marcou exatos treze ao longo de treze anos como profissional. Talvez por isso também não deixasse os outros faturarem e tenha-se tornado o melhor frente-de-zaga da história do futebol baiano. Baiaco, um dos grandes ídolos da torcida do Bahia, um marcador implacável, ainda hoje deixa saudade de seu futebol simples e deslumbrante.
De origem humilde,Baiaco era a estrela da Seleção de Francisco do Conde,e mostrou ser diferente logo no início da sua história,quando só aceitou se transferir para as divisões de base do Bahia se o clube também levasse o seu amigo Caetano.
Chegou a ser lembrado para a Seleção para a Copa de 1974 e recebeu propostas do Cruzeiro, Vasco da Gama, Botafogo/RJ porém decidiu não sair do Bahia
Se notabilizou por ser também o grande campeão da Fonte Nova, palco maior de suas grandes atuações, ninguém foi tantas vezes campeão no Estádio Otávio Mangabeira, campeão baiano em 1967, 1970, 1971, 1973, 1974, 1975, 1976, 1977, 1978 e 1979, e do Torneio Inicio de 1979, apenas em 1970 o campeonato foi jogado no Campo da Graça devido a ampliação da Fonte Nova.
Ao lado de Douglas,Sapatão e Fito participou de toda a campanha da conquista do inédito Heptacampeonato Estadual (1973 – 1979)
Defendeu o Bahia até o ano de 1980 quando deixou o clube aos 34 anos de idade e um ano depois encerrou a carreira defendendo o Leônico.

## Fatos da carreira
- Em 1969, com 999 gols, Pelé deveria registrar o milésimo gol naquela partida contra o Bahia na Fonte Nova, pelo Campeonato Nacional. Nem a imprensa do país, presente em peso ao estádio, nem o próprio Pelé contavam com a marcação implacável do zagueiro Nildon "Birro Doido", que mostrou uma determinação invejável e terminou roubando a festa. Baiaco marcou um dos raros gols em sua carreira justamente naquele jogo, que terminou 1x1. 
- Apesar de raros,fez gols importantes, como o gol de desempate contra o Leônico que deu o hexacampeonato ao tricolor de aço.
- Além de não saber fazer gols, Edvaldo do Santos também não sabia ler e falando, tropeçava nas palavras.Em certa entrevista em 1971 antes de um jogo contra o Botafogo em que o jogador não iria atuar por estar contundido,  o jogador soltou uma célebre frase 'Comigo ou semigo o Bahia ai de vencer o jogo'
- Quando renovou seu último contrato com o Bahia ganhou como luvas um apartamento no bairro da Pituba,depois de muito procurar encontrou um prédio de sua preferência e ganhou o apt de número 101.Dias seguintes o Bahia recebeu uma comunicação da imobiliária de que Baiaco havia pego as chaves do apt de número 102 e não o 101 que havia sido comprado pelo clube.Os dirigentes foram falar com ele que surpreso argumentou : Como os apartamentos eram todos iguais achei que era mesma coisa ficar no 101 ou no 102.
- Baiaco tinha um lugar certo para comer na mesa da concentração,e se chegasse e encontrasse algum desavisado naquele local que julgava ser seu,Baiaco não dizia uma palavra,pegava seu prato e ia comer na cozinha com os empregados
- Na véspera de um jogo contra o Cruzeiro,Paulo Maracajá então diretor do clube,chamou Baiaco ,pegou um jornal mineiro e alegou que nele Dirceu Lopes havia dado uma declaração de que iria ser muito fácil driblar e passar pelo marcador.Baiaco acreditou piamente,e durante o jogo não descolou de Dirceu.Após o jogo ganhou um rádio de uma emissora de Belo Horizonte como melhor jogador da partida.Depois,no dia de jogo contra o Vitória o dirigente fez a mesma coisa,dizendo com um jornal em mãos,de que Gibira tinha declarado também que ele não era de nada.Desta vez,mais sabido Baiaco disse : O senhor não vai conseguir a mesma coisa,eu soube que o Dirceu não falou nada de mim